# Ciliata tchangi
A Ciliata tchangi a csontos halak (Osteichthyes) főosztályának a sugarasúszójú halak (Actinopterygii) osztályába, ezen belül a tőkehalalakúak (Gadiformes) rendjébe és a Lotidae családjába tartozó faj.

## Előfordulása
A Ciliata tchangi a Csendes-óceán északnyugati részén, a kínai partok közelében él.

## Életmódja
Ez a mérsékelt övi Lotidae-faj, nyílt tengeri és fenéklakó életmódot folytat.